# Рубен Гарсія Сантос
Рубен Гарсія Сантос (ісп. Rubén García Santos, нар. 14 липня 1993, Валенсія) — іспанський футболіст, нападник клубу «Осасуна».
Виступав, зокрема, за клуби «кальчіо Леванте Б», «Леванте» та «Спортінг» (Хіхон), а також молодіжну збірну Іспанії.

## Клубна кар'єра
Народився 14 липня 1993 року в місті Валенсія. Вихованець юнацьких команд місцевих футбольних клубів «Валенсія» та «Леванте».
У дорослому футболі дебютував 2010 року виступами за команду «Леванте Б», в якій провів два сезони, після чого переведений до основної команди «Леванте», де протягом наступних п'яти сезонів був одним з основних гравців лінії нападу.
Сезон 2017/18 провів в оренді у друголіговому «Спортінгу» (Хіхон).
20 серпня 2018 року приєднався до складу «Осасуни», до якої «Леванте» відпустив гравця безкоштовно, зберігши, утім, 50 % економічних прав на нього. У першому ж сезоні допоміг команді з Памплони здобути підвищення в класі до Ла-Ліги.

## Виступи за збірні
2013 року виступав у складі юнацької збірної Іспанії (U-20), загалом на юнацькому рівні взяв участь у 5 іграх, відзначившись одним забитим голом. Був учасником тогорічної світової молодіжної першості.
Того ж року залучався до складу молодіжної збірної Іспанії. На молодіжному рівні зіграв в одному офіційному матчі.